# Strzałki (województwo łódzkie)
Strzałki – wieś w Polsce położona w województwie łódzkim, w powiecie sieradzkim, w gminie Burzenin.
Prywatna wieś szlachecka położona była w drugiej połowie XVI wieku w powiecie sieradzkim województwa sieradzkiego. W latach 1975–1998 miejscowość położona była w województwie sieradzkim.

## Historia
Wieś powstała w średniowieczu, wchodziła wówczas w skład klucza burzenińskiego należącego do rodziny Bużeńskich.

## Położenie
Położona jest 3 km na zach. od Burzenina, zamieszkuje ją 326 osób w 90 gospodarstwach. Rośnie tu kilkusetletni dąb – pomnik przyrody, funkcjonuje jeden sklep, OSP, punkty wymiany butli z gazem, zakłady wulkanizacji, zlewnia mleka, firma instalatorstwa sanitarnego a także zakład stolarski.